# Umweltwirtschaft

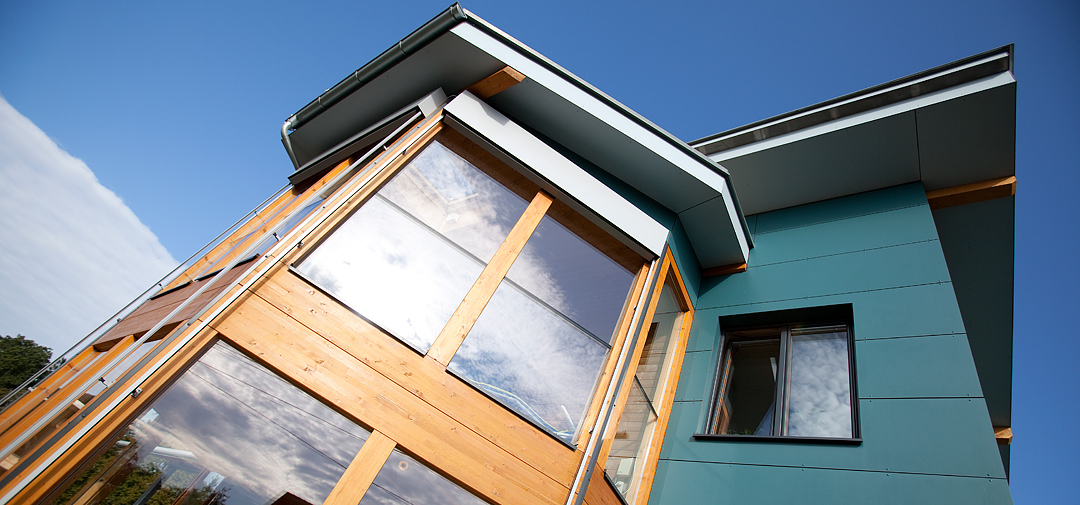
Passivhaus, Beispiel für rationelle Energieverwendung

Umweltwirtschaft (auch Umweltschutzwirtschaft) ist der Anteil an einem Wirtschaftssystem von Unternehmen, welche Umweltschutzgüter herstellen oder Umweltschutzdienstleistungen anbieten.

## Umweltschutzgüter
Ein Produkt zum Schutz der Umwelt wird als Umweltschutzgut bezeichnet, beispielsweise eine Rauchgasentschwefelungsanlage. Da solche Produkte nicht zwingend auch tatsächlich für den Schutz der Umwelt genutzt werden müssen, bezeichnet man sie konzeptionell als potentielle Umweltschutzgüter. Das Statistische Bundesamt und Forschende mehrerer Institute entwickelten in den 1990ern eine Liste, die zuletzt 2013 an den aktuellen Stand der Technik angepasst wurde. Dieses Konzept soll die Leistungsfähigkeit der deutschen Umweltwirtschaft greifbar machen, birgt aber im Vergleich mit anderen Nationen ein der unscharfen Definition geschuldetes strukturelles Defizit.

## Umweltbereiche

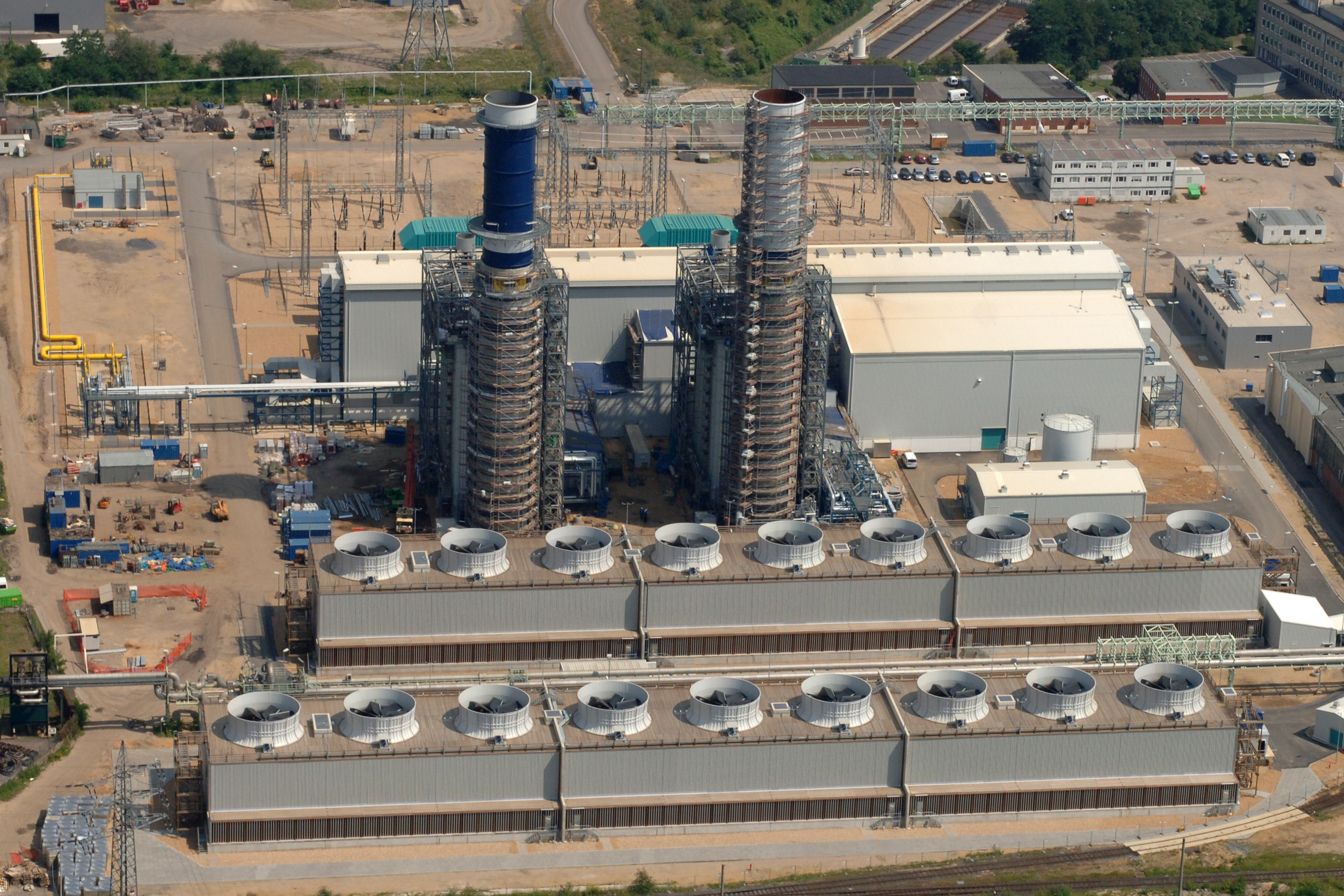
GuD: rationelle Energieumwandlung
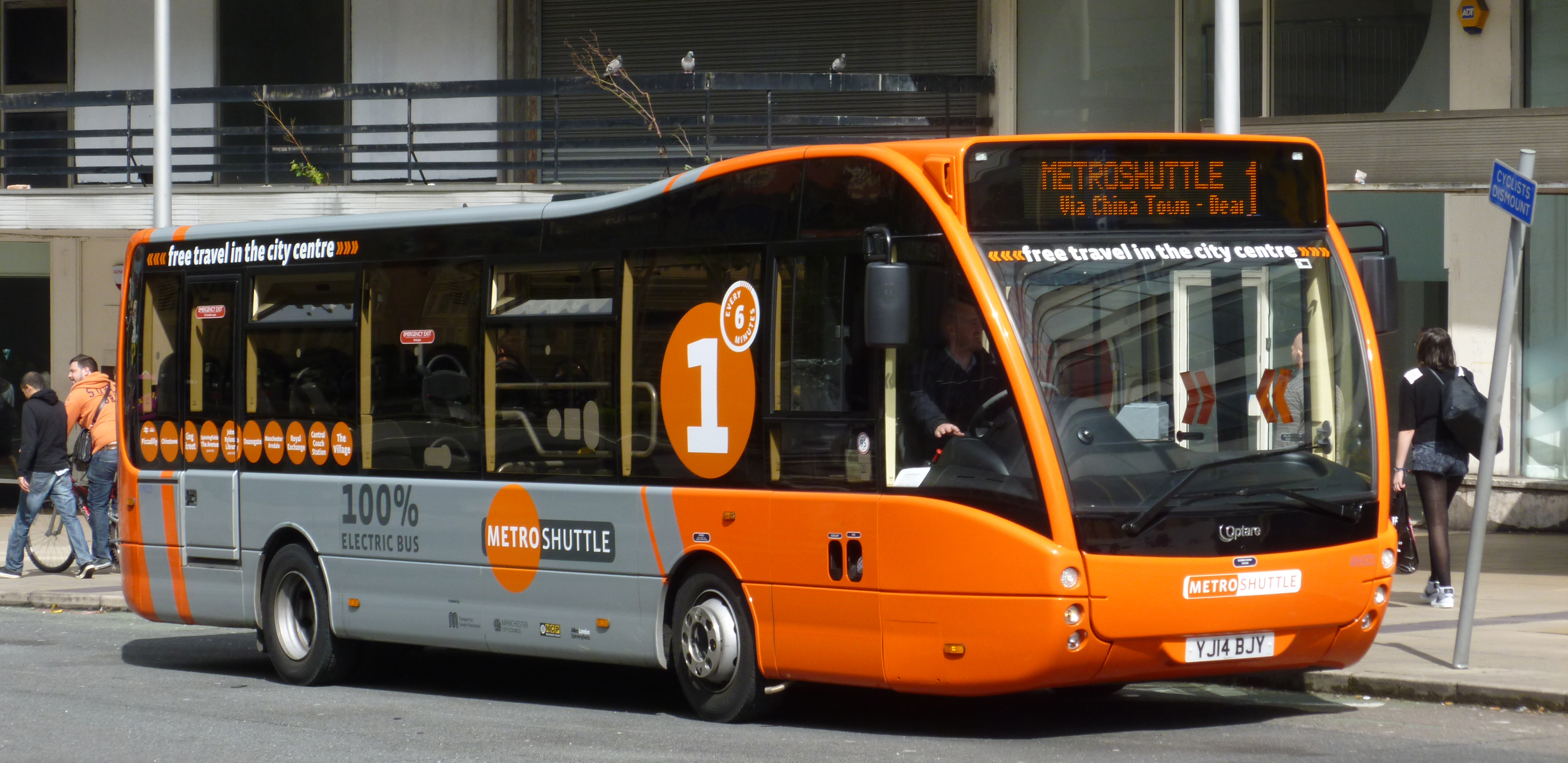
Elektrobus: rationelle Energienutzung
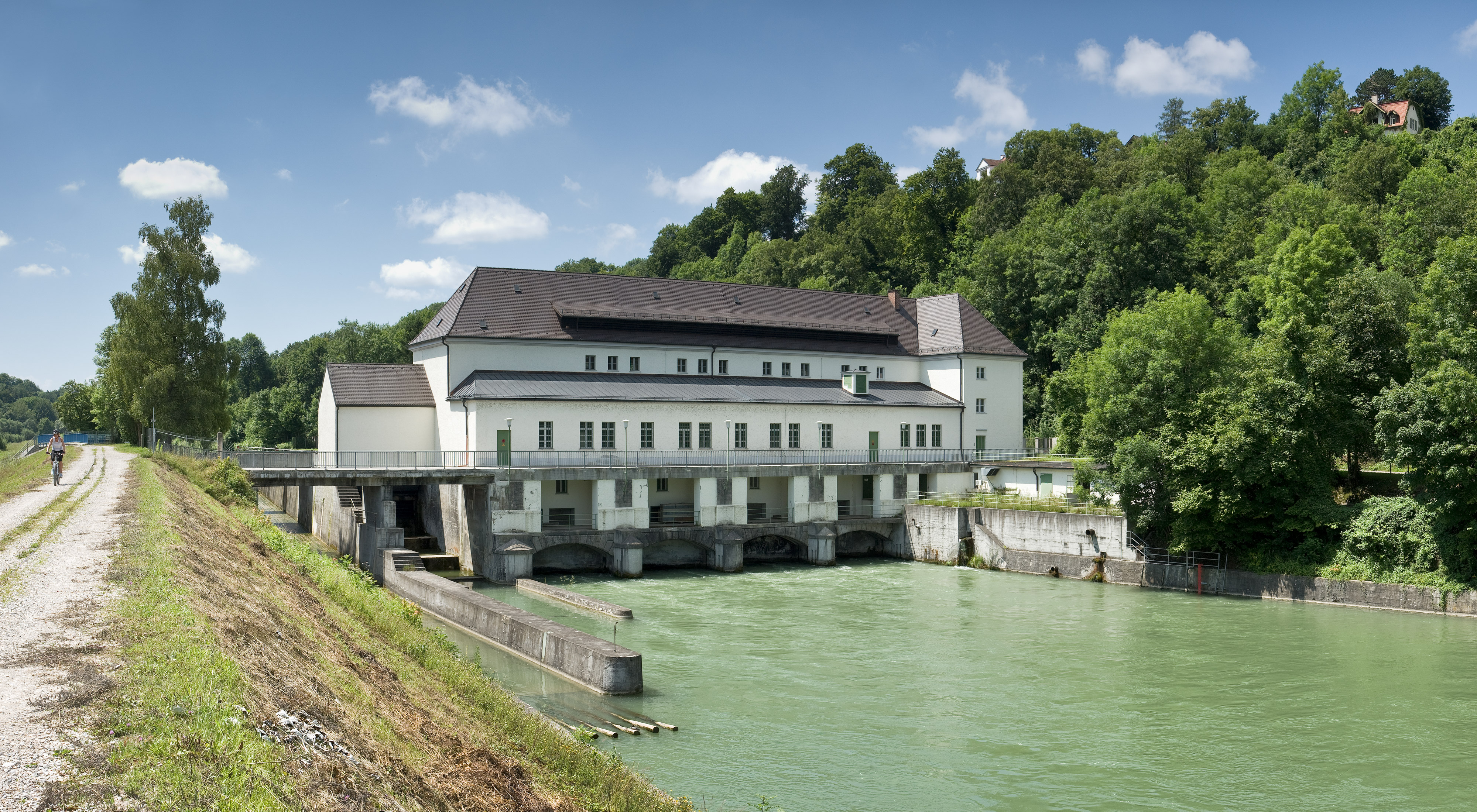
Wasserkraft: Erneuerbare Energien
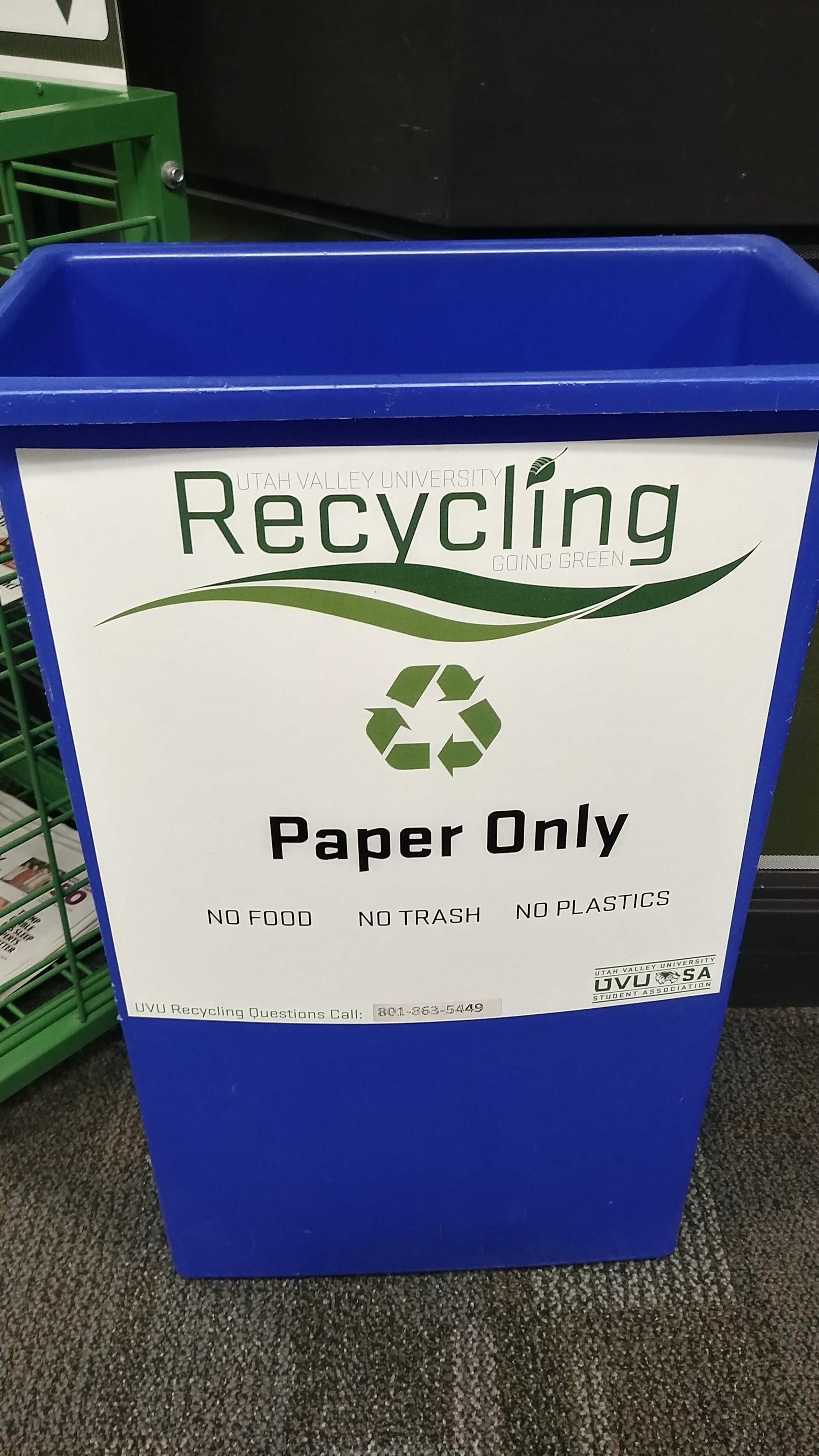
Altpapiersammlung: Recycling
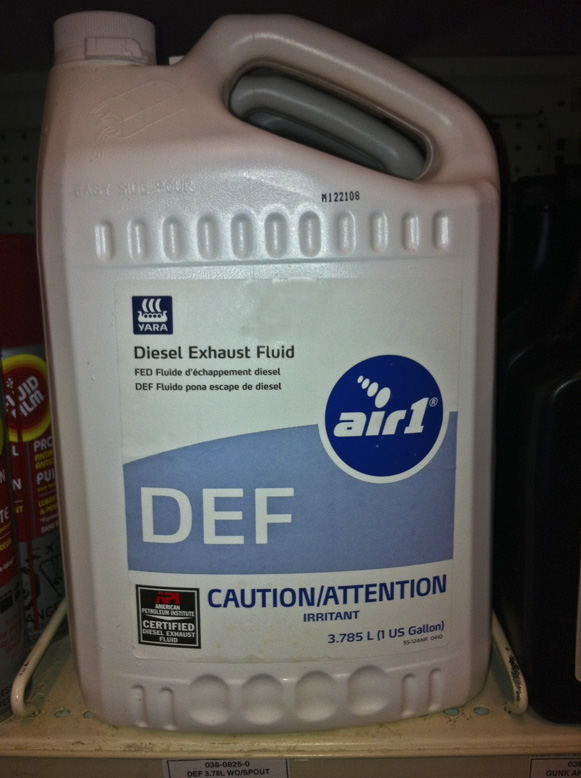
SCR-Kat: Luftreinhaltung
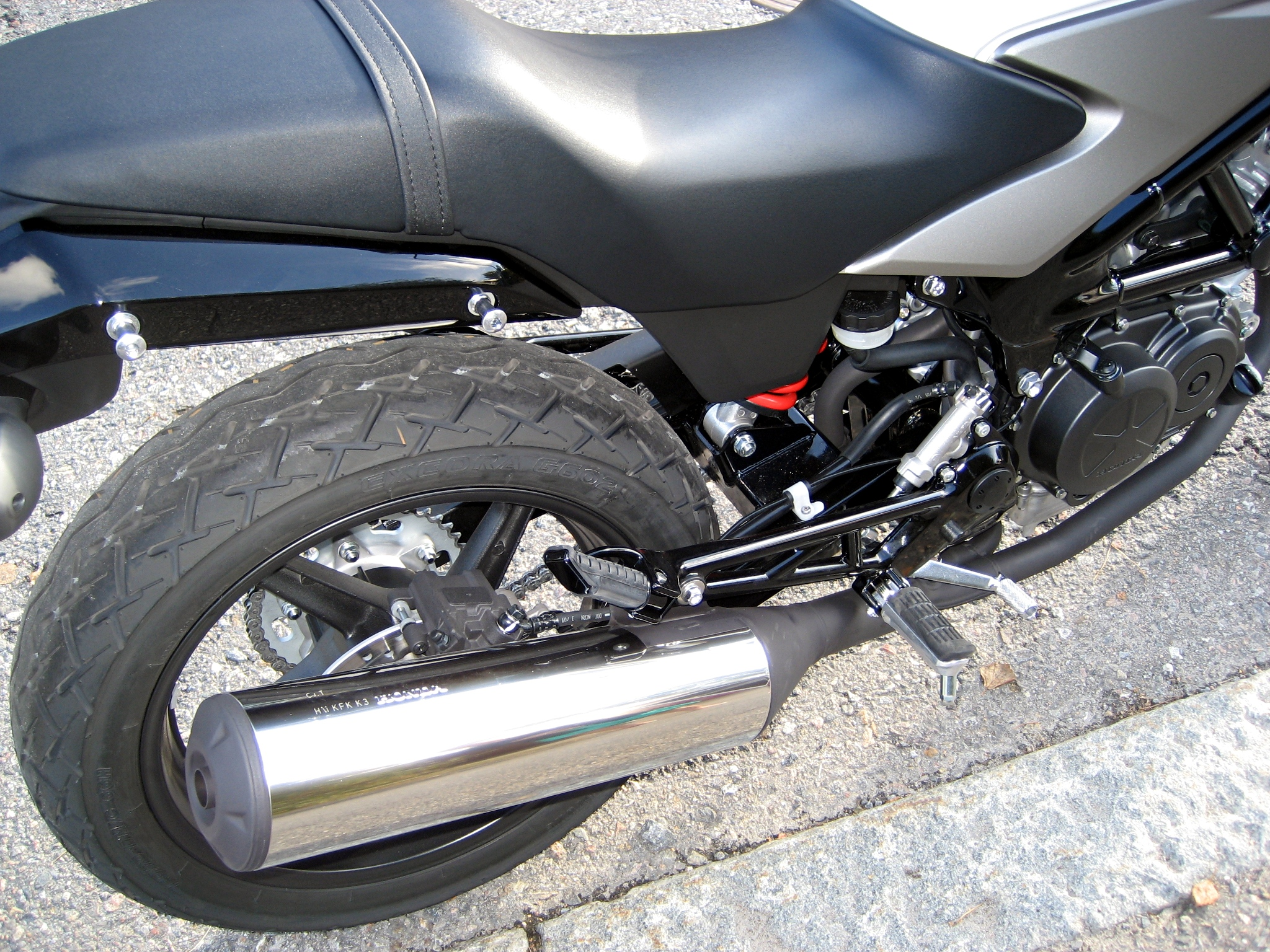
Endschalldämpfer: Lärmminderung
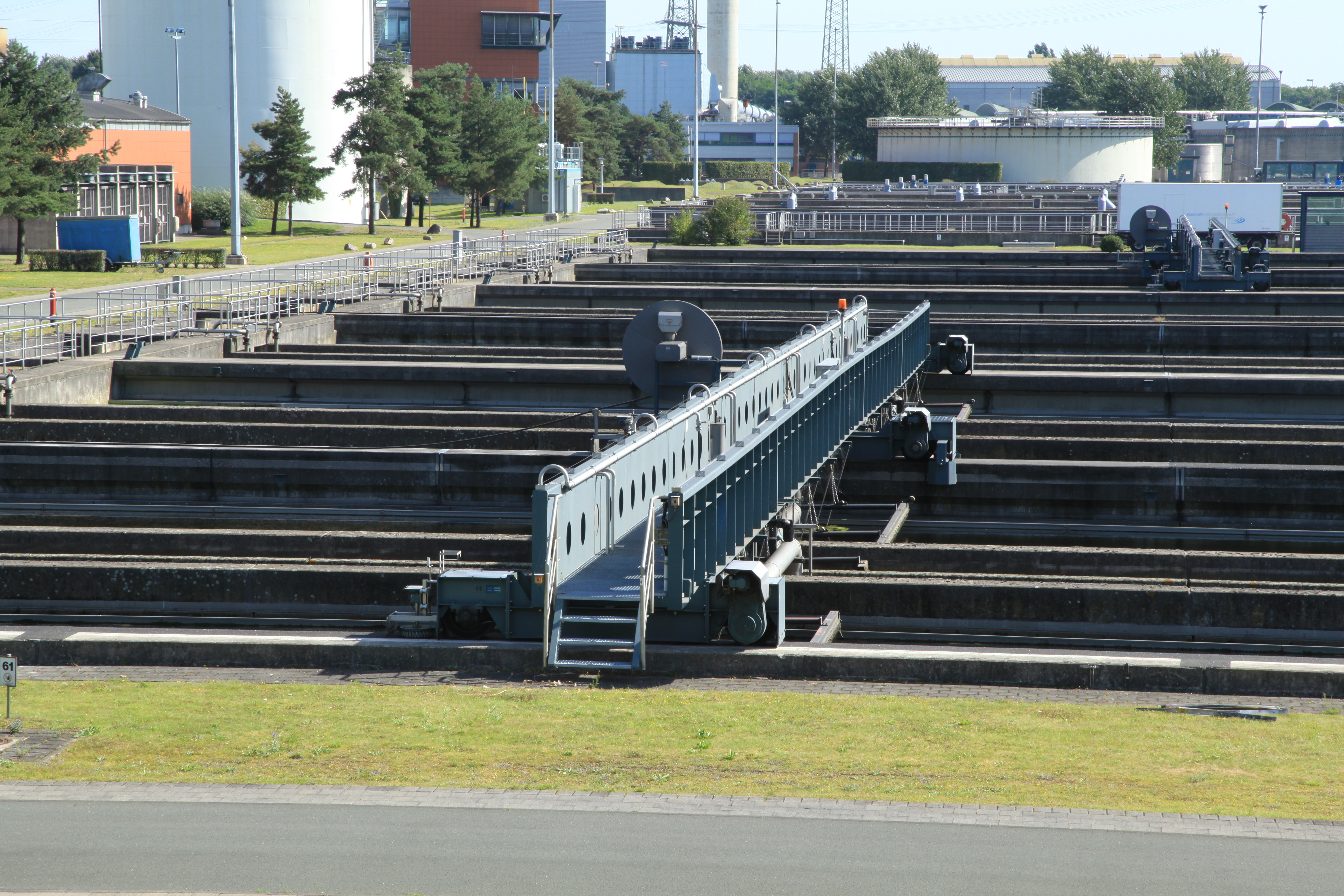
Kläranlage: Abwasserbehandlung

Die Umweltwirtschaft wird in Deutschland auf acht Teilbereiche aufgegliedert, welche man als Umweltbereiche bezeichnet. Drei dieser Umweltbereiche stammen aus dem Energiesektor und werden auch unter dem Begriff Klimaschutz zusammengefasst. Hier lag beispielsweise 2020 eine enorme Schöpfung von Innovation vor, während die übrigen fünf Bereiche kaum eine Entwicklung zeigten.
Umweltbereiche:
- Abfall und Recycling
- Gewässerschutz und Abwasserbehandlung
- Lärmminderung
- Luftreinhaltung
- Mess-, Steuerungs- und Regelungstechnik (MSR)

Klimaschutz
- Erneuerbare Energieträger
- Rationelle Energieumwandlung
- Rationelle Energieverwendung

## Geschichte
Viele traditionelle Formen der Energieumwandlung liegen seit jeher im Feld der Umweltwirtschaft. Die Erschließung von Wasserkraft, Windkraft stationär und mobil kurbelte die Wirtschaft an und zog weitere Erfindungen nach sich. Im Zuge der Industriellen Revolution übernahmen fossile Energieträger diese Rolle und stellten die Erneuerbaren lange Zeit in den Schatten. Durch das Waldsterben bekam die Luftreinhaltung erstmals eine übergreifende Bedeutung. Mit der Erkenntnis der Klimawandelfolgen durch die Emission von Treibhausgasen, hier meist CO2 aus fossilen Energieträgern, wurde die Notwendigkeit der Energiewende thematisiert. In der Betriebswirtschaft führte dies zur Gründung der Kommission Umweltwirtschaft im Verband der Hochschullehrerinnen und Hochschullehrer für Betriebswirtschaft im Jahr 1990, welche 2008 in Kommission Nachhaltigkeitsmanagement umbenannt wurde.
Das Umweltbundesamt führte zur Erfassung der Leistungsfähigkeit der Umweltwirtschaft im Jahr 2011 erstmals eine Umfrage unter entsprechenden Unternehmen zu Entwicklung von Beschäftigtenzahlen, Umsatz und Einschätzung der Wettbewerbssituation durch.

## Wirtschaftliche Bedeutung
Potentielle Umweltschutzgüter aus Deutschland hatten im Jahr 2017 mit 13,6 % eine größere Bedeutung am Weltmarkt als verarbeitete Industriewaren mit lediglich 9,9 %. Nur China liegt mit 14,9 % höher. Die USA nahmen mit 10,3 % den dritten Platz ein. Der Wert der Güter aus Deutschland betrug 58 Mrd. Euro und damit 5 % aller Güterexporte.
Der Bereich Klimaschutz hat den größten Anteil der Umweltwirtschaft im Welthandel. Hier war Deutschland nur bis 2008 Marktführer und wurde danach von China abgelöst. Im Jahr 2017 lag Chinas Beitrag bei 19 %, gefolgt von Deutschland mit 11 % und den USA mit 9 % der Welthandelsanteile von potentiellen Klimaschutzgütern.